# Stenichneumon posticalis
Stenichneumon posticalis är en stekelart som först beskrevs av Matsumura 1912.  Stenichneumon posticalis ingår i släktet Stenichneumon och familjen brokparasitsteklar. Inga underarter finns listade i Catalogue of Life.